# Intelligenzaktion
La Intelligenzaktion van ser una sèrie d'assassinats en massa que va cometre l'Alemanya nazi contra la intel·liguèntsia polonesa (mestres, sacerdots, metges i altres membres destacats de la societat polonesa) durant la Segona Guerra Mundial. L'exèrcit alemany va dur a terme les operacions d'acord amb el seu pla per a «germanitzar» les regions occidentals de la Polònia ocupada, abans de la seva annexió territorial al Tercer Reich.
Les operacions d'assassinat massiu de la Intelligenzaktion van provocar la mort de 100.000 persones. Per mitjà de la desaparició forçada els nazis van empresonar i matar membres destacats de la societat polonesa, identificats com a enemics del Reich abans de la guerra, que van ser enterrats en fosses comunes excavades en llocs remots. Per tal de facilitar la despoblació de Polònia, els alemanys van terroritzar la població en general realitzant execucions públiques i sumaríssimes d'intel·lectuals i líders comunitaris, abans d'efectuar l'expulsió de la població de la Polònia ocupada. Els esquadrons de la mort dels Einsatzgruppen i els membres de la Volksdeutscher Selbstschutz local, la milícia de la minoria alemanya, van justificar les seves accions afirmant falsament que el propòsit del seu treball policial era treure persones políticament perilloses de la societat polonesa.
La Intelligenzaktion va ser un pas important cap a la implementació de policies i funcionaris nazis de la SiPo (composta per membres de la Kriminalpolizei i la Gestapo) i membres del Sicherheitsdienst per a fer efectiva l'ocupació i facilitar la realització del Generalplan Ost. Entre les 100.000 persones que van morir a causa de les operacions d'Intelligenzaktion, aproximadament 61.000 eren membres de la intel·lectualitat polonesa, persones que els alemanys consideraven objectius polítics segons la Sonderfahndungsbuch Polen, una llista que es va confeccionar just abans que comencés la guerra. La Intelligenzaktion es va produir poc després de la invasió alemanya de Polònia (1 de setembre de 1939), i va durar des de la tardor de 1939 fins a la primavera de 1940. L'assassinat massiu dels intel·lectuals polonesos va continuar amb la campanya de l'AB-Aktion.

## Objectiu

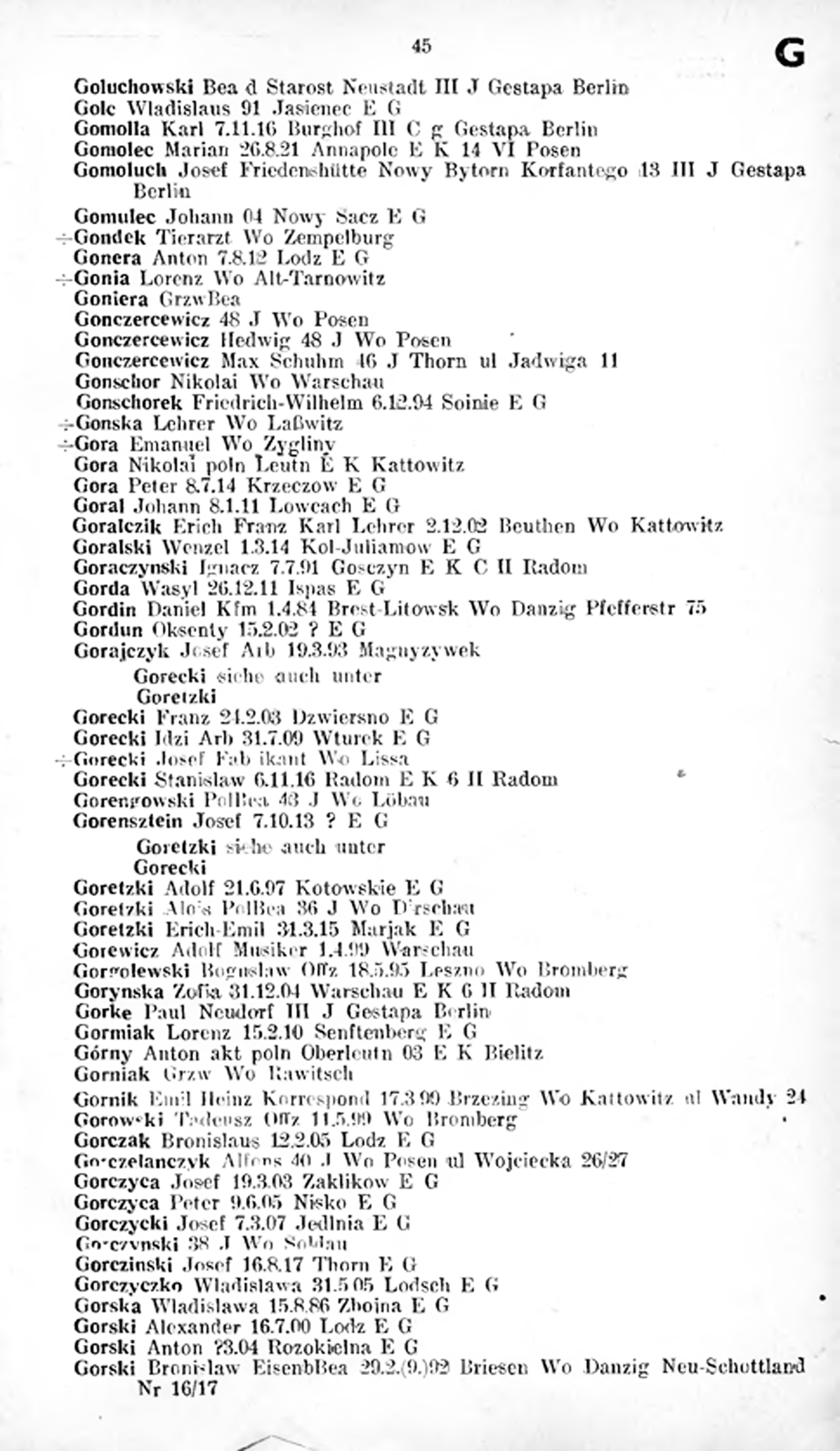
Pàgina de la Sonderfahndungsbuch Polen amb noms sota la lletra G on EK significa Einsatzkommando i EG significa Einsatzgruppen.

Adolf Hitler va ordenar l'assassinat de la intel·lectualitat i les elits socials de Polònia per a evitar que els polonesos s'organitzessin contra els alemanys i frustressin l'ocupació i la colonització del país. L'assassinat en massa s'havia de produir abans de l'annexió de Polònia al Gran Reich Germànic.
El racisme nazi considerava que les elits poloneses eren més probablement de sang alemanya, perquè el seu estil de lideratge dinàmic contrastava positivament amb el «fatalisme eslau» del poble rus. Tanmateix, l'extermini d'aquests líders nacionals era necessari perquè el seu patriotisme i autoritat moral podia impedir la germanització a gran escala de la població esclava de Polònia.
A més, a través de la Rassenpolitisches Amt der NSDAP (Oficina de Política Racial del Partit Nazi), els fills racialment valuosos (d'aspecte ari) de la intel·lectualitat polonesa havien de ser segrestats. La ideologia nazi afirmava que aquesta aculturació no eslava impediria el ressorgiment generacional de la intel·lectualitat polonesa i així evitaria el ressorgiment del nacionalisme polonès a la Polònia ocupada.

## Procediment
En controlar Polònia, els nazis van arrestar, empresonar i matar aproximadament 61.000 persones com a enemigues del Reich, totes elles identificades com la intel·lectualitat de cada ciutat i poble. Cada home i dona figurava biogràficament a la Sonderfahndungsbuch Polen, que els alemanys de Polònia lleials al partit nazi van recopilar abans de la guerra per a la policia alemanya i les forces de seguretat de la SiPo i el Sicherheitsdienst.
L'Einsatzgruppen i el Volksdeutscher Selbstschutz, la milícia d'autodefensa ètnica de la minoria alemanya a Polònia, havien de matar la intel·lectualitat identificada. Conscients que estaven matant civils desarmats, els comandants de les milícies paramilitars van reforçar la moral amb instruccions ideològiques i racialistes als soldats-policies, que el seu paper polític en la neteja ètnica de Polònia seria més difícil que lluitar en la batalla contra els soldats, com va assenyalar Martin Bormann en una reunió el 2 d'octubre de 1940 entre Adolf Hitler i Hans Frank.
Com a part del Generalplan Ost, el propòsit polític de la Intelligenzaktion era l'extermini de les elits socials, que els nazis definien a grans trets com a Szlachta (nobles polonesos): la intel·lectualitat, professors, treballadors socials, jutges, militars veterans, sacerdots, empresaris i qualsevol home i dona polonesos que haguessin cursat l'escola secundària.